# کوارتت زهی شماره ۴ (بتهوون)

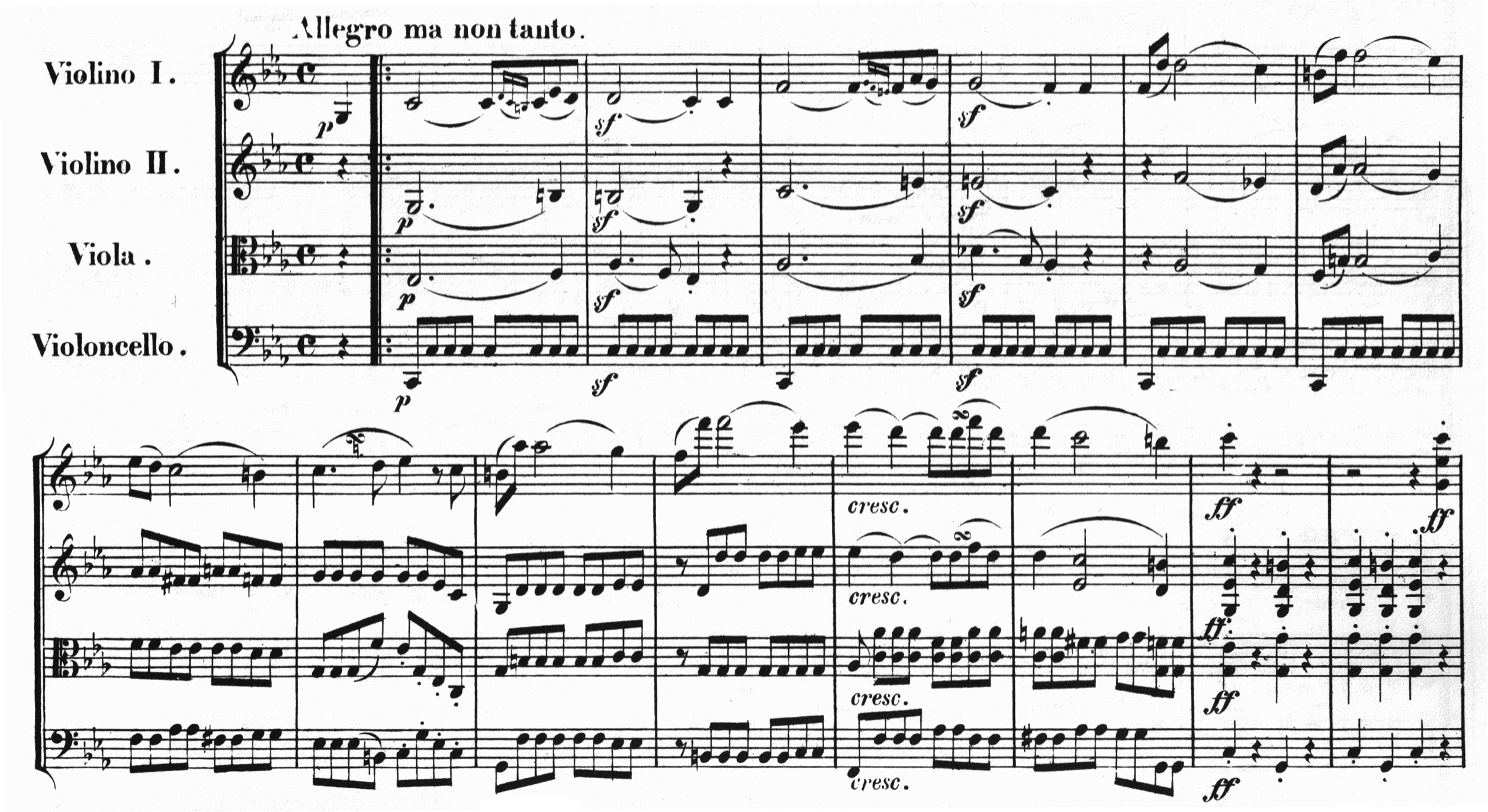
میزان‌های گشایشِ موومان اولِ کوارتت زهی شماره ۴ بتهوون، از یک نسخهٔ چاپی متعلق به سدهٔ نوزدهم

کوارتت زهی شاره ۴، اثر لودویگ فان بتهوون، در دو مینور، اُپوس ۱۸، شمارهٔ ۴، یک کوارتت زهی برای دو ویولن، یک ویولا، و یک ویولنسل است که آهنگساز آن را میان سال‌های ۱۷۹۸ و ۱۸۰۰ در چهار موومان تصنیف کرد و در سال ۱۸۰۱ انتشار یافت.
بتهوون کوارتت‌های شش‌گانهٔ اپوس ۱۸ (ازجمله این کوارتت) را به شاهزاده فرانتس یوزف فون لوبکوویتس تقدیم کرد.

## ساختار
کوارتت شماره ۴ چهار موومان دارد:
1. آلگرو ما نُن تانتو (در دو مینور)
2. آندانته اسکرتسوزو کوازی آلگرتو[۱] (در دو ماژور)
3. منوئِتو: آلگرتو (در دو مینور)
4. آلگرو - پرِستیسیمو (در سُل ماژور)

تصور می‌شود که بتهوون، تصنیفِ بخش‌هایی از این کوارتت را پیش از سالِ ۱۷۹۸ انجام داده بوده‌است.
اجرای کاملِ این اثر به‌طور معمول حدود ۲۴ دقیقه طول می‌کشد.